# Ђерђ Панто
Ђерђ Панто (Будимпешта, 29. јул 1936) мађарски је геолог и академик, инострани члан састава Српске академије науке и уметности Одељења природно-математичких наука од 23. октобра 1997. и Одељења за математику, физику и гео-науке од 8. јуна 1998.

## Биографија
Завршио је основне студије на Универзитету „Етвош Лоранд” у Будимпешти 1959. године и докторат геохемијских наука 1980. Радио је у Лабораторији за геохемијска истраживања Мађарске академије наука од 1966, као научни директор од 1980, као директор у Истраживачком центру за геологију 1998—2005. и као професор емеритус. Редовни је члан Мађарског геолошког друштва од 1954, инострани члан састава Српске академије науке и уметности Одељења природно-математичких наука од 23. октобра 1997. и Одељења за математику, физику и гео-науке од 8. јуна 1998, као и редовни члан Мађарске академије наука од 1995. године. Члан је редакционог одбора Acta Geologica Hungarica и Геолошки анали Балканског полуострва. Добитник је медаље Марија Вендл од Мађарског геолошког друштва 1986. и Сечењи награде 2000.